# Poritia morishitai
Poritia morishitai är en fjärilsart som beskrevs av Hayashi 1976. Poritia morishitai ingår i släktet Poritia och familjen juvelvingar. Inga underarter finns listade i Catalogue of Life.